# Europäischer Gerichtshof für Menschenrechte

Gebäude des Europäischen Gerichtshofes für Menschenrechte in Straßburg

Der Europäische Gerichtshof für Menschenrechte (EGMR) ist ein auf Grundlage der Europäischen Menschenrechtskonvention (EMRK) eingerichteter Gerichtshof mit Sitz im französischen Straßburg, der Akte der Gesetzgebung, Rechtsprechung und Verwaltung in Bezug auf die Verletzung der Konvention in allen Unterzeichnerstaaten überprüft. Der EMRK sind alle 46 Mitglieder des Europarats beigetreten. Daher unterstehen mit Ausnahme von Belarus, Russland und der Vatikanstadt sämtliche international anerkannten europäischen Staaten einschließlich der überwiegend asiatischen Staaten Armenien, Aserbaidschan, Georgien, Türkei und Zypern der Jurisdiktion des EGMR. Jeder kann mit der Behauptung, von einem dieser Staaten in einem Recht aus der Konvention verletzt worden zu sein, den EGMR anrufen. Präsident des Gerichtshofs ist seit dem 30. Mai 2025 der französische Richter Mattias Guyomar.
Während der EGMR nach seiner Gründung im Jahre 1959 nur mit eingeschränkten Befugnissen im Rahmen des Schutzsystems der EMRK ausgestattet war und seine Bedeutung deshalb vergleichsweise gering blieb, hat er spätestens seit seiner grundlegenden Reform im Jahre 1998 enorm an Einfluss gewonnen. Gerade in den letzten Jahren hat der EGMR zahlreiche Urteile erlassen, die nicht unerheblich in die Rechtsordnung einzelner Staaten eingegriffen und in der Öffentlichkeit ein breites Echo gefunden haben. Gleichzeitig sieht er sich mit einer ständig steigenden Zahl von Beschwerden konfrontiert, die zu einer chronischen Überlastung geführt haben. In jüngster Zeit wurden verschiedene Maßnahmen getroffen, um dieses Problems Herr zu werden, etwa die Verabschiedung des 14. Zusatzprotokolls zur EMRK, das insbesondere die Ablehnung von Beschwerden erleichtert.

## Geschichte

### Einrichtung des Gerichtshofs und Entwicklungen bis 1998
Die am 3. September 1953 in Kraft getretene Europäische Menschenrechtskonvention sah auch die Einrichtung einer Gerichtsbarkeit vor, welche die Einhaltung der in ihr verbürgten Garantien durch die Vertragsstaaten sicherstellen sollte. Bis zur Umsetzung dieses Vorhabens vergingen noch fünfeinhalb Jahre: Nachdem am 21. Januar 1959 die Richter gewählt wurden, konstituierte sich der Gerichtshof am 20. April 1959 im Rahmen einer feierlichen Sondersitzung anlässlich des zehnjährigen Jubiläums des Europarats. Entsprechend der Zahl der Staaten, die der EMRK zu diesem Zeitpunkt beigetreten waren, gehörten dem ersten Gerichtshof 15 Richter an, darunter Hermann Mosler für Deutschland und Alfred Verdroß-Droßberg für Österreich. In seiner dritten Sitzung wählte der EGMR am 18. September 1959 den Briten Arnold McNair zu seinem ersten Präsidenten. Zudem wurden die Verfahrensregeln verabschiedet.
Zunächst teilte sich der EGMR die Zuständigkeit für die Überwachung der Konvention mit der schon 1954 installierten Europäischen Kommission für Menschenrechte (EKMR). Letztere fungierte als Beschwerdeinstanz, die jede Beschwerde einer Vorprüfung unterzog und diese entweder für unzulässig erklärte oder dem Ministerkomitee des Europarats Bericht erstattete. Innerhalb von drei Monaten nach Vorlage dieses Berichts konnten der betroffene Staat oder die EKMR selbst den Gerichtshof anrufen, der dann eine endgültige und verbindliche Entscheidung traf. Anderenfalls befand das Ministerkomitee über die Beschwerde.
Im Gegensatz zu heute war der EGMR anfangs nicht als ständiges Gericht konzipiert. Zudem war im Grundsatz nur eine Staatenbeschwerde zulässig. Der einzelne Bürger konnte sich nur dann mit einer Beschwerde an die Kommission wenden, wenn der betroffene Staat in einer dahingehenden Erklärung dieses Recht anerkannt hatte. Infolgedessen blieb die Zahl der Entscheidungen des EGMR in den Anfangsjahren gering: Bis 1975 ergingen nur zwanzig Urteile. Das erste Sachurteil datiert vom 1. Juli 1961 und betraf den Fall Lawless ./. Irland.
Mit zunehmender Gewährung des Individualbeschwerderechts wuchs die Bedeutung des Gerichtshofs. In den folgenden Jahrzehnten wurden zahlreiche Zusatzprotokolle zur EMRK verabschiedet, die nicht nur den Menschenrechtskatalog erweiterten, sondern auch die Organisation des Gerichtshofs erneuerten und den Zugang des Einzelnen zum EGMR erleichterten. So erlaubte das 9. Zusatzprotokoll, das am 1. Oktober 1994 Geltung erlangte, unter bestimmten Voraussetzungen eine direkte Individualbeschwerde zum EGMR. Diese war jedoch nach wie vor von der Zustimmung des jeweiligen Mitgliedsstaates abhängig.
Die Staatenbeschwerde kam in der ganzen Zeit bis 2014 nur zwei Mal unabhängig von direkt betroffenen Staaten zur Anwendung und zwar 1968 nach dem Putsch in Griechenland und 1982 nach jenem in der Türkei. Ludwig A. Minelli kritisierte diese Zurückhaltung als „klägliches Versagen“. In Vertragsstaaten, in welchen die EMRK-Rechte „systematisch missachtet“ würden, sollten sie durch andere Staaten zur Geltung gebracht werden, nicht durch Privatpersonen.

### Der neue ständige Gerichtshof seit dem 11. Zusatzprotokoll zur EMRK
Das 11. Zusatzprotokoll, das am 1. November 1998 in Kraft trat, gestaltete den Schutzmechanismus der EMRK grundlegend um und markierte die Geburtsstunde des EGMR in seiner heutigen Form. Der Gerichtshof wurde in ein ständiges Gericht umgewandelt, das ganzjährig tagt und mit hauptberuflich tätigen Richtern besetzt ist. Die Individualbeschwerde wurde für alle Mitgliedsstaaten obligatorisch und ist nun unmittelbar an den Gerichtshof zu richten, der als einziges Organ zur Entscheidung über sie berufen ist. Damit einher ging die Auflösung der Europäischen Kommission für Menschenrechte. Ebenso entfiel die Entscheidungsbefugnis des Ministerkomitees, dessen Kompetenz darauf beschränkt wurde, die Umsetzung der Urteile des EGMR zu überwachen.
Die Reform führte zugleich zu einer enormen Zunahme der Anzahl der Beschwerden. Um die Belastungen für den EGMR, die eine deutliche Erhöhung der Dauer von Verfahren zur Folge hatte, einzudämmen, wurde am 13. Mai 2004 das 14. Zusatzprotokoll zur EMRK verabschiedet. Sein Inkrafttreten verzögerte sich bis zum 1. Juni 2010, da Russland lange Zeit die Ratifikation verweigerte. Es erleichtert insbesondere die Ablehnung von Beschwerden. Sie können nun auch dann für unzulässig erklärt werden, wenn dem Beschwerdeführer kein erheblicher Nachteil entsteht. Bedarf eine Beschwerde keiner weiteren Überprüfung, kann sie von einem Einzelrichter abgewiesen werden. Bei gefestigter Rechtsprechung darf zudem auch der mit drei Richtern besetzte Ausschuss über ihre Begründetheit entscheiden. Die Amtszeit der Richter beträgt nun einmalig neun Jahre, eine Wiederwahl ist ausgeschlossen. 2011 hatte die Anzahl der hängigen Fälle am Gerichtshof einen Peak von 150.000 erreicht, unter anderem durch den Enthusiasmus der zentral- und osteuropäischen Staaten. Bis 2016 hatte sich die Kurve der Zunahme der Fälle abgeflacht, von 2016 bis 2021 lagen die hängigen Fälle konstant bei etwa 60.000.
Zu den nächsten Herausforderungen, die der EGMR zu bewältigen hat, gehört der gemäß Art. 6 Abs. 2 Satz 1 EUV und Art. 59 Abs. 2 EMRK angestrebte Beitritt der Europäischen Union zur EMRK.

## Organisation

### Plenum des EGMR
Das Plenum ist die Versammlung aller 46 Richter beim Europäischen Gerichtshofs für Menschenrechte. Artikel 1 der Verfahrensordnung des EGMR definiert das Plenum als den Europäischen Gerichtshof für Menschenrechte in Plenarsitzung.
Das Plenum hat verschiedene Aufgaben wie beispielsweise die Erstellung und Revision der Verfahrensordnung des EGMR (Art. 25 lit. d EMRK), die Wahl des Präsidenten des Gerichtshofs, oder die Wahl des Kanzlers. Es wird vom Präsidenten des Gerichtshofs einberufen, wenn die Aufgaben des Gerichtshofs es verlangen. Wenn mindestens ein Drittel der Mitglieder des Gerichtshofs es verlangen, ist der Präsident zur Einberufung des Plenums verpflichtet. Unabhängig davon muss er das Plenum mindestens einmal im Jahr einberufen.
Das Plenum ist beschlussfähig, wenn mindestens zwei Drittel der Richter des Gerichtshofs anwesend sind.

### Richter
Jeder Unterzeichnerstaat der Konvention entsendet gemäß Art. 20 einen Richter in den EGMR. Dementsprechend gehören dem Gerichtshof derzeit 46 Richter an.

#### Voraussetzungen
Die Anforderungen an die Richter des EGMR bestimmen sich nach Art. 21 Abs. 1: Demnach müssen die Richter hohes sittliches Ansehen genießen und entweder die zur Ausübung hoher richterlicher Ämter notwendigen Voraussetzungen erfüllen oder Rechtsgelehrte von anerkanntem Ruf sein (Art. 21 Abs. 1). Infolgedessen sind zurzeit mehrheitlich ehemalige hohe Richter aus den Mitgliedsstaaten und Professoren mit besonderen Kenntnissen des Völkerrechts am Gerichtshof tätig.
Ein Richter muss hingegen nicht Staatsangehöriger des Landes sein, das ihn vorgeschlagen hat. Daher durften sich die Kleinstaaten Liechtenstein und San Marino in der Vergangenheit von Bürgern anderer Staaten im EGMR repräsentieren lassen. Auch gegenwärtig sitzt für Liechtenstein ein Schweizer im Gerichtshof. Bis zum Inkrafttreten des 11. Zusatzprotokolls am 1. November 1998 waren die Vorschriften insoweit strenger, als Art. 38 Satz 2 a.F. bestimmte, dass dem Gerichtshof aus jedem Staat nur ein Richter angehören durfte. Dies trug dazu bei, dass der Kanadier Ronald St. John Macdonald von 1980 bis 1998 für Liechtenstein als bis heute einziger nichteuropäischer Richter am EGMR tätig war.
Für die Wahl der Richter werden zudem Kriterien herangezogen, die nicht ausdrücklich in Art. 21 Abs. 1 EMRK aufgeführt sind, sich aber nach Ansicht des EGMR implizit aus ihm ergeben und ihn in gewisser Weise präzisieren. Hierunter fällt z. B. die ausreichende Kenntnis mindestens einer Amtssprache des Gerichtshofs, da nur so eine sinnvolle Teilnahme an der Arbeit des Gerichtshofs möglich ist.

#### Wahl
Die Richter werden von der Parlamentarischen Versammlung des Europarats gewählt (Art. 22), was ihnen eine hohe demokratische Legitimation verschafft.
Ist eine Richterstelle am Gerichtshof zu besetzen, hat der Konventionsstaat, dessen Richter ausscheidet, zunächst eine Liste mit drei Kandidaten aufzustellen, welche die Kriterien des Art. 21 Abs. 1 erfüllen. Die Parlamentarische Versammlung hat die Liste zurückzuweisen und den Mitgliedsstaat zur Einreichung einer neuen aufzufordern, wenn die alte den Anforderungen nicht genügt. Eine Rücknahme durch den Mitgliedsstaat ist nur bis zum Ende der Vorlagefrist möglich.
Die Kandidaten werden von einem Ausschuss der Parlamentarischen Versammlung persönlich angehört. Anschließend erfolgt die Wahl, wobei zum Richter gewählt ist, wer die Mehrheit der abgegebenen Stimmen auf sich vereinigt.

#### Amtszeit
Die Amtszeit der Richter beträgt seit Inkrafttreten des 14. Zusatzprotokolls einheitlich neun Jahre ohne die Möglichkeit einer Wiederwahl (Art. 23 Abs. 1). Sie beginnt nicht mit der Wahl, sondern erst mit dem Zeitpunkt der Amtsübernahme (Art. 2 Abs. 1 und 2 VerfO). Diese erfolgt durch eine Eidesleistung bzw. Erklärung vor dem Plenum oder dem Präsidenten des Gerichtshofs (Art. 3 VerfO). Für Richter, die bei Inkrafttreten des 14. Zusatzprotokolls im Amt waren, sieht Art. 21 dieses Protokolls Übergangsregelungen vor. In Art. 23 Abs. 2 ist eine Altersgrenze für Richter festgelegt: Ihre Amtsperiode endet vorzeitig, wenn sie das 70. Lebensjahr vollendet haben.
Bis zum Amtsantritt seines Nachfolgers bleibt ein Richter im Amt. Über diesen Zeitpunkt hinaus bleibt er nach Art. 23 Abs. 3 in Rechtssachen tätig, mit denen er sich bereits befasst hat. Dies wird in Art. 26 Abs. 3 und Art. 24 Abs. 4 VerfO dahingehend konkretisiert, dass ausgeschiedene Richter sich weiter mit Beschwerden beschäftigen sollen, an deren Begründetheitsprüfung in der Kammer oder der Großen Kammer sie bereits teilgenommen haben.
Ist der Richter zu einem Verfahren verhindert oder tritt nach Art. 28 aus gewichtigen Gründen (z. B. bei möglicher Befangenheit) von der Ausübung des Amtes in einem Verfahren zurück, muss die entsprechende Nation entweder einen Ersatz aus der Liste der gewählten Richter oder einen Richter ad hoc benennen (Art. 29).
Die Entlassung eines Richters ist nur möglich, wenn die anderen Richter mit einer Zweidrittelmehrheit entscheiden, dass er die erforderlichen Voraussetzungen nicht mehr erfüllt (Art. 23 Abs. 4). Dies ist in der Geschichte des EGMR noch nicht vorgekommen. Weiterhin kann die Amtszeit durch den Rücktritt des Richters enden (Art. 6 VerfO).

#### Status
Die Richter gehören dem Gerichtshof in ihrer persönlichen Eigenschaft an (Art. 21 Abs. 2). Sie sind damit keine Vertreter der Staaten, die sie vorgeschlagen haben, und ihnen gegenüber nicht weisungsgebunden. Sie genießen nach Art. 51 die Vorrechte und Immunitäten, die nach Art. 40 der Satzung des Europarates und den aufgrund jenes Artikels geschlossenen Übereinkünften vorgesehen sind. Ihnen stehen dieselben Privilegien zu, die Diplomaten nach innerstaatlichem Recht gewährt werden.
Richter dürfen keine (weitere) Tätigkeit ausüben, die mit ihrer Unabhängigkeit, ihrer Unparteilichkeit oder mit den Erfordernissen der Vollzeitbeschäftigung in diesem Amt unvereinbar ist (Art. 21 Abs. 3). Nebentätigkeiten sind dem Präsidenten des Gerichtshofes anzuzeigen (Art. 4 VerfO). In diesem Zusammenhang auftretende Fragen werden vom Plenum des Gerichtshofes entschieden.
Die Richter können nach Art. 25 auf verschiedene Weise die innere Organisation des Gerichtshofs beeinflussen. Sie beschließen die Verfahrensordnung, bilden die Spruchkammern des Gerichtshofs und wählen den Präsidenten, die Vizepräsidenten, die Kammerpräsidenten, den Kanzler des Gerichtshofs und seine Stellvertreter.

### Sektionen
Der Gerichtshof besteht aus fünf Sektionen, die nach geographischen Gesichtspunkten und einer gleichmäßigen Verteilung der Geschlechter für drei Jahre zusammengestellt werden. Als Sektionspräsidenten fungieren die zwei Vizepräsidenten und drei weitere vom Plenum ernannte Richter. Unterstützt und vertreten werden sie von den Vizepräsidenten der Sektionen.
| Name (Lebensdaten)            | Beginn der Amtszeit | Ende der Amtszeit | Mitgliedsstaat | Nachfolger von      |
| ----------------------------- | ------------------- | ----------------- | -------------- | ------------------- |
| Ivana Jelić (* 1975)          | 12. Juli 2018       | 11. Juli 2027     | Montenegro     | Nebojša Vučinić     |
| Erik Wennerström (* 1962)     | 1. Apr. 2019        | 31. März 2028     | Schweden       | Helena Jäderblom    |
| Marko Bošnjak (* 1974)        | 30. Mai 2016        | 28. Mai 2025      | Slowenien      | Boštjan Zupančič    |
| Alena Poláčková (* 1964)      | 1. Jan. 2016        | 31. Dez. 2024     | Slowakei       | Ján Šikuta          |
| Georgios Serghides (* 1955)   | 18. Apr. 2016       | 17. Apr. 2025     | Zypern         | George Nicolaou     |
| Raffaele Sabato (* 1960)      | 5. Mai 2019         | 4. Mai 2028       | Italien        | Guido Raimondi      |
| Frédéric Krenc (* 1978)       | 13. Sep. 2021       | 12. Sep. 2030     | Belgien        | Paul Lemmens        |
| Alain Chablais (* 1969)       | 1. Sep. 2024        | 31. Aug. 2033     | Liechtenstein  | Carlo Ranzoni       |
| Artūrs Kučs (* 1975)          | 3. Sep. 2024        | 2. Sep. 2033      | Lettland       | Mārtiņš Mits        |
| Anna Adamska-Gallant (* 1975) | 16. Dez. 2024       | 15. Dez. 2033     | Polen          | Krzysztof Wojtyczek |

| Name (Lebensdaten)          | Beginn der Amtszeit | Ende der Amtszeit | Mitgliedsstaat | Nachfolger von              |
| --------------------------- | ------------------- | ----------------- | -------------- | --------------------------- |
| Arnfinn Bårdsen (* 1966)    | 1. Jan. 2019        | 31. Dez. 2027     | Norwegen       | Erik Møse                   |
| Saadet Yüksel (* 1983)      | 3. Juli 2019        | 2. Juli 2028      | Türkei         | Işıl Karakaş                |
| Jovan Ilievski (* 1958)     | 1. Feb. 2017        | 31. Jan. 2026     | Nordmazedonien | Mirjana Lazarova-Trajkovska |
| Péter Paczolay (* 1956)     | 24. Apr. 2017       | 23. Apr. 2026     | Ungarn         | András Sajó                 |
| Anja Seibert-Fohr (* 1969)  | 1. Jan. 2020        | 31. Dez. 2028     | Deutschland    | Angelika Nußberger          |
| Davor Derenčinović (* 1970) | 2. Jan. 2022        | 1. Jan. 2031      | Kroatien       | Ksenija Turković            |
| Gediminas Sagatys (* 1977)  | 16. Apr. 2024       | 15. Apr. 2033     | Litauen        | Egidijus Kūris              |
| Stéphane Pisani (* 1978)    | 2. Mai 2024         | 1. Mai 2033       | Luxemburg      | Georges Ravarani            |
| Juha Lavapuro (* 1968)      | 1. Jan. 2025        | 31. Dez. 2033     | Finnland       | Pauliine Koskelo            |

| Name (Lebensdaten)                 | Beginn der Amtszeit | Ende der Amtszeit | Mitgliedsstaat | Nachfolger von             |
| ---------------------------------- | ------------------- | ----------------- | -------------- | -------------------------- |
| Ioannis Ktistakis (* 1971)         | 8. März 2021        | 7. März 2030      | Griechenland   | Linos-Alexandre Sicilianos |
| Peeter Roosma (* 1972)             | 4. Jan. 2020        | 3. Jan. 2029      | Estland        | Julia Laffranque           |
| Lətif Hüseynov (* 1964)            | 4. Jan. 2017        | 3. Jan. 2026      | Aserbaidschan  | Xanlar Hacıyev             |
| Darian Pavli (* 1975)              | 7. Jan. 2019        | 6. Jan. 2028      | Albanien       | Ledi Bianku                |
| Oddný Mjöll Arnardóttir (* 1970)   | 15. März 2023       | 14. März 2032     | Island         | Róbert Ragnar Spanó        |
| Diana Kowatschewa (* 1975)         | 13. Apr. 2024       | 12. Apr. 2033     | Bulgarien      | Jonko Grosew               |
| Úna Ní Raifeartaigh (* 1966)       | 2. Juli 2024        | 1. Juli 2033      | Irland         | Síofra O’Leary             |
| Mateja Đurović (* 1984)            | 16. Sep. 2024       | 15. Sep. 2033     | Serbien        | Branko Lubarda             |
| Canòlic Mingorance Cairat (* 1976) | 31. März 2025       | 30. März 2034     | Andorra        | Pere Pastor Vilanova       |

| Name (Lebensdaten)                | Beginn der Amtszeit | Ende der Amtszeit | Mitgliedsstaat          | Nachfolger von             |
| --------------------------------- | ------------------- | ----------------- | ----------------------- | -------------------------- |
| Lado Tschanturia (* 1963)         | 8. Jan. 2018        | 7. Jan. 2027      | Georgien                | Nona Zozoria               |
| Jolien Schukking (* 1967)         | 3. Apr. 2017        | 2. Apr. 2026      | Niederlande             | Johannes Silvis            |
| Faris Vehabović (* 1967)          | 3. Dez. 2012        | 2. Dez. 2021      | Bosnien und Herzegowina | Ljiljana Mijović           |
| Tim Eicke (* 1966)                | 12. Sep. 2016       | 11. Sep. 2025     | Vereinigtes Königreich  | Paul Mahoney               |
| Lorraine Schembri Orland (* 1959) | 20. Sep. 2019       | 19. Sep. 2028     | Malta                   | Vincent De Gaetano         |
| Ana Maria Guerra Martins (* 1963) | 1. Apr. 2020        | 31. März 2029     | Portugal                | Paulo Pinto de Albuquerque |
| Anne Louise Bormann (* 1967)      | 13. Apr. 2023       | 12. Apr. 2032     | Dänemark                | Jon Fridrik Kjølbro        |
| Sebastian Rădulețu (* 1975)       | 3. Juli 2023        | 2. Juli 2032      | Rumänien                | Iulia Motoc                |
| András Jakab (* 1978)             | 1. Nov. 2024        | 31. Okt. 2033     | Österreich              | Gabriele Kucsko-Stadlmayer |

| Name (Lebensdaten)                 | Beginn der Amtszeit | Ende der Amtszeit | Mitgliedsstaat | Nachfolger von    |
| ---------------------------------- | ------------------- | ----------------- | -------------- | ----------------- |
| Mattias Guyomar (* 1968)           | 22. Juni 2020       | 21. Juni 2029     | Frankreich     | André Potocki     |
| María Elósegui (* 1957)            | 15. März 2018       | 14. März 2027     | Spanien        | Luis López Guerra |
| Armen Harutjunjan (* 1964)         | 17. Sep. 2015       | 16. Sep. 2024     | Armenien       | Alwina Gjulumjan  |
| Stéphanie Mourou-Vikström (* 1970) | 17. Sep. 2015       | 16. Sep. 2024     | Monaco         | Isabelle Berro    |
| Gilberto Felici (* 1972)           | 26. Sep. 2018       | 25. Sep. 2027     | San Marino     | Kristina Pardalos |
| Andreas Zünd (* 1957)              | 29. März 2021       | 28. März 2030     | Schweiz        | Helen Keller      |
| Diana Sârcu (* 1976)               | 6. Dez. 2021        | 5. Dez. 2030      | Moldau         | Valeriu Grițco    |
| Kateřina Šimáčková (* 1966)        | 13. Dez. 2021       | 12. Dez. 2030     | Tschechien     | Aleš Pejchal      |
| Mykola Hnatowskyi (* 1977)         | 27. Juni 2022       | 26. Juni 2031     | Ukraine        | Hanna Judkiwska   |

Stand: 31. März 2025
Die Richter aus der Slowakei, Armenien, Monaco und Bosnien-Herzegowina sind gemäß Art. 23 Abs. 3 Satz 1 EMRK trotz Ablaufs ihrer Amtszeit weiterhin im Amt, da noch kein Nachfolger gewählt wurde und ihr Amt übernommen hat.
Der Gerichtshof tagt nach Art. 26 in Einzelrichterbesetzung, Ausschüssen, Kammern und einer Großen Kammer. Der Ausschuss ist mit drei Richtern besetzt, die Kammer mit sieben Richtern und die Große Kammer mit 17 Richtern.

### Präsident und Kanzlei
Die Leitung des Europäischen Gerichtshofs für Menschenrechte obliegt einem Präsidenten und zwei Vizepräsidenten, die von den Richtern aus ihrer Mitte für eine Amtsperiode für drei Jahre gewählt werden. Der Präsident vertritt den Gerichtshof nach außen und führt den Vorsitz im Plenum des Gerichtshofs, der Großen Kammer und den Ausschüssen von fünf Richtern. Dem Gerichtshof standen bisher elf Präsidenten aus neun verschiedenen Mitgliedsstaaten des Europarats vor. Amtierender Präsident ist seit dem 30. Mai 2025 der französische Mattias Guyomar.
| #  | Name                                       | Beginn der Amtszeit | Ende der Amtszeit | Nationalität           |
| -- | ------------------------------------------ | ------------------- | ----------------- | ---------------------- |
| 1  | Arnold McNair, 1. Baron McNair (1885–1975) | 15. September 1959* | 3. Mai 1965       | Vereinigtes Königreich |
| 2  | René Cassin (1887–1976)                    | 20. Mai 1965        | 15. Juni 1968     | Frankreich             |
| 3  | Henri Rolin (1891–1973)                    | 27. September 1968  | 5. Mai 1971       | Belgien                |
| 4  | Sir Humphrey Waldock (1904–1981)           | 5. Mai 1971         | 21. Januar 1974   | Vereinigtes Königreich |
| 5  | Giorgio Balladore Pallieri (1905–1980)     | 8. Mai 1974         | 9. Dezember 1980  | Italien                |
| 6  | Gérard Wiarda (1906–1988)                  | 30. Januar 1981     | 30. Mai 1985      | Niederlande            |
| 7  | Rolv Ryssdal (1914–1998)                   | 30. Mai 1985        | 18. Februar 1998  | Norwegen               |
| 8  | Rudolf Bernhardt (1925–2021)               | 24. März 1998       | 31. Oktober 1998  | Deutschland            |
| 9  | Luzius Wildhaber (1937–2020)               | 1. November 1998    | 18. Januar 2007   | Schweiz                |
| 10 | Jean-Paul Costa (1941–2023)                | 19. Januar 2007     | 3. November 2011  | Frankreich             |
| 11 | Sir Nicolas Bratza (* 1945)                | 4. November 2011    | 31. Oktober 2012  | Vereinigtes Königreich |
| 12 | Dean Spielmann (* 1962)                    | 1. November 2012    | 31. Oktober 2015  | Luxemburg              |
| 13 | Guido Raimondi (* 1953)                    | 1. November 2015    | 4. Mai 2019       | Italien                |
| 14 | Linos-Alexandre Sicilianos (* 1960)        | 5. Mai 2019         | 17. Mai 2020      | Griechenland           |
| 15 | Róbert Ragnar Spanó (* 1972)               | 18. Mai 2020        | 31. Oktober 2022  | Island                 |
| 16 | Síofra O’Leary (* 1968)                    | 1. November 2022    | 1. Juli 2024      | Irland                 |
| 17 | Marko Bošnjak (* 1974)                     | 2. Juli 2024        | 29. Mai 2025      | Slowenien              |
| 18 | Mattias Guyomar (* 1968)                   | 30. Mai 2025        |                   | Frankreich             |

* Als ältestes Mitglied des Gerichtshofs übernahm Baron McNair auch den Vorsitz während der ersten Sitzung des EGMR vom 23. bis zum 28. Februar 1959. Die Wahl des Präsidenten erfolgte erst am 15. September 1959.
Die Verwaltungsgeschäfte des Gerichtshofs führt eine Kanzlei, die von einem Kanzler geleitet wird, der seinerseits an die Weisungen des Präsidenten gebunden ist. Der Kanzler und seine Stellvertreter werden von den Richtern für eine fünfjährige Funktionsperiode gewählt.

### Rechtsprechung
Die Rechtsprechung des EGMR wird unter anderem als „dynamisch evolutiv“ beschrieben. Die internationale Anerkennung war nicht immer gegeben, da der „Staatenkonsens […] gering [ist]“. Insbesondere mit Russland gab es schon vor 2017 Schwierigkeiten, zu einer Einigung zu kommen. Im Fall der Wahlstandards sei ein beträchtlicher Wandel im Laufe der Zeit aufgetreten.

## Verfahren
Die EMRK sieht drei Verfahrensarten vor, in denen der EGMR mit einem Sachverhalt befasst werden kann, namentlich
- das Individualbeschwerdeverfahren (Art. 34),
- das Staatenbeschwerdeverfahren (Art. 33) und
- das Gutachtenverfahren (Art. 47).

### Individualbeschwerde
In der Praxis stellt die Individualbeschwerde nach Art. 34, in der Literatur auch Menschenrechtsbeschwerde genannt, das bedeutendste Instrument des Menschenrechtsschutzes vor dem EGMR dar. Allen natürlichen Personen und nichtstaatlichen Organisationen sowie Personengruppen wird das Recht gewährt, den EGMR mit der Behauptung anzurufen, in einem Recht aus der Konvention verletzt zu sein.

#### Einleitung des Verfahrens
Die formalen Anforderungen an die Beschwerde sind Art. 47 VerfO zu entnehmen.
Sie ist schriftlich beim EGMR in Straßburg einzulegen, hierfür muss seit dem 1. Januar 2014 das von der Kanzlei des EGMR bereitgestellte Antragsformular verwendet werden, das in den Sprachen aller Mitgliedsstaaten verfügbar ist.
In der Beschwerde ist insbesondere der maßgebende Sachverhalt prägnant zu schildern und zu erläutern, welche Konventionsartikel aus welchen Gründen als verletzt angesehen werden. Zudem muss der Beschwerdeführer Kopien aller Dokumente beifügen, die für die Angelegenheit von Bedeutung sind, beispielsweise Gerichtsurteile und Verwaltungsakte.
Eine Individualbeschwerde kann ohne Rechtsanwalt eingereicht werden. Erst wenn die Beschwerde für zulässig erklärt wurde und eine Stellungnahme der Regierung hierzu beim Gerichtshof eingegangen ist, herrscht Anwaltszwang (sofern der Kammerpräsident nichts anderes bestimmt; siehe Art. 36 Abs. 2 VerfO). Hat der Beschwerdeführer keinen Anwalt, wird der Gerichtshof ihn mit Zustellung der Beschwerde der Regierung auffordern, einen Anwalt zu bezeichnen. Es existieren keine Rechtsgrundlagen für die Gewährung von Prozesskostenhilfe für bedürftige Antragsteller, die sich keinen Rechtsanwalt leisten können; in der Praxis wird diese aber in solchen Fällen gewährt, wenn die Bedürftigkeit gegenüber dem Gericht nachgewiesen ist.
Aus Art. 35 ergeben sich die weiteren Zulässigkeitsvoraussetzungen für eine Beschwerde zum EGMR:
- Rechtswegerschöpfung: Es muss zunächst der innerstaatliche Instanzenzug durchlaufen werden, und es dürfen keine Rechtsbehelfe auf nationaler Ebene verbleiben (Art. 35 Abs. 1). In Deutschland fällt darunter auch das Verfahren vor dem Bundesverfassungsgericht. Es gilt im Übrigen das Subsidiaritätsprinzip.
- Frist: Die Beschwerde muss spätestens vier Monate nach der endgültigen innerstaatlichen Entscheidung eingereicht werden (Art. 35 Abs. 1).
- Wenn dieser letzte Tag der Viermonatsfrist auf einen Samstag, Sonntag oder auf einen gesetzlichen Feiertag fällt, beeinflusst das nicht das Ende der Viermonatsfrist.
- Sie darf nicht anonym eingereicht werden (Art. 35 Abs. 2a).
- Sie darf nicht mit einer früheren Beschwerde übereinstimmen oder in gleicher Form einer anderen internationalen Instanz unterbreitet worden sein (Art. 35 Abs. 2b).
- Sie darf nicht unvereinbar mit der Konvention und den Protokollen, offensichtlich unbegründet oder missbräuchlich sein (Art. 35 Abs. 3a).
- Dem Beschwerdeführer darf – von einigen Ausnahmen abgesehen – nicht nur ein unerheblicher Nachteil entstanden sein (Art. 35 Abs. 3b). Nach Art. 20 Abs. 2 des 14. Zusatzprotokolls wird diese Bestimmung nicht auf Beschwerden angewendet, die vor ihrem Inkrafttreten am 1. Juni 2010 für zulässig erklärt wurden.

Das Vorliegen der Zulässigkeitsvoraussetzungen prüft der EGMR von Amts wegen. Er kann gemäß Art. 35 Abs. 4 eine unzulässige Beschwerde in jedem Verfahrensstadium zurückweisen. Dies ist selbst dann möglich, wenn eine Beschwerde ursprünglich für zulässig erklärt wurde und erst später unzulässig geworden ist.
In den von Art. 37 vorgesehenen Fällen kann der Gerichtshof eine Beschwerde zudem aus seinem Register streichen.

#### Gang des Verfahrens
Die Beschwerde wird vom Präsidenten des Gerichtshofs einer der fünf Sektionen des EGMR zugewiesen (Art. 52 I VerfO). Er versucht hierbei, eine faire Verteilung der Beschwerden zwischen den Sektionen zu gewährleisten. Innerhalb der Sektion kann die Beschwerde einem Einzelrichter (Art. 27), einem Ausschuss (Art. 28) oder der Kammer (Art. 29) vorgelegt werden. Erscheint die Prüfung durch einen Ausschuss oder eine Kammer gerechtfertigt, benennt der Sektionspräsident gemäß Art. 49 Abs. 2 VerfO einen Berichterstatter aus dem Kreis der Richter. Dieser kann die Beschwerde selbst an einen Einzelrichter, einen Ausschuss oder die Kammer delegieren, wenn der Sektionspräsident weder die Prüfung durch den Ausschuss noch durch die Kammer anordnet. Er kann zudem die Parteien zur Übersendung von relevanten Dokumenten auffordern und hat die Aufgabe, mit Berichten und anderem Material den Ausschuss oder die Kammer bei der Erfüllung ihrer Aufgaben zu unterstützen.

##### Einzelrichter
Wird die Beschwerde an den Einzelrichter weitergeleitet, kann dieser sie für unzulässig erklären oder aus dem Register streichen, wenn eine solche Entscheidung ohne weitere Prüfung getroffen werden kann (Art. 27 Abs. 1). Nach Art. 49 Abs. 1 VerfO ist dies der Fall, wenn sich die Unzulässigkeit schon aus den vom Beschwerdeführer vorgelegten Unterlagen ergibt. Art. 20 Abs. 2 Satz 2 des 14. Zusatzprotokolls sieht jedoch vor, dass die Zulässigkeitsvoraussetzung des nicht unerheblichen Nachteils (Art. 35 Abs. 3b) bis zum 1. Juni 2012 nicht vom Einzelrichter geprüft werden darf.
Eine Unzulässigkeitserklärung oder Streichung aus dem Register durch den Einzelrichter ist endgültig (Art. 27 Abs. 2). Erfolgt diese nicht, leitet er die Beschwerde gemäß Art. 27 Abs. 3 zur weiteren Prüfung an einen Ausschuss oder eine Kammer weiter.

##### Ausschuss
Liegt die Beschwerde dem mit drei Richtern besetzten Ausschuss vor, stehen diesem zwei Entscheidungsoptionen zur Verfügung:
- Die Beschwerde wird für unzulässig erklärt oder aus dem Register gestrichen, wenn diese Entscheidung ohne weitere Prüfung getroffen werden kann (Art. 28 Abs. 1a). Auch hier gilt die Übergangsregelung des Art. 20 Abs. 2 Satz 2 des 14. Zusatzprotokolls.
- Die Beschwerde wird für zulässig erklärt und es wird zugleich über ihre Begründetheit entschieden. Dies ist möglich, wenn die der Rechtssache zugrunde liegende Frage der Auslegung oder Anwendung dieser Konvention oder der Protokolle dazu Gegenstand einer gefestigten Rechtsprechung des Gerichtshofs ist (Art. 28 Abs. 1b).

Die Sitzungen des Ausschusses sind nicht öffentlich (Art. 22 VerfO). Sowohl eine Entscheidung nach Abs. 1a als auch ein Urteil nach Abs. 1b müssen einstimmig gefällt werden. Beide sind unanfechtbar. Befindet der Ausschuss nicht selbst über die Beschwerde, hat er sie nach Art. 28 Abs. 1 und Art. 53 Abs. 6 VerfO zur weiteren Prüfung an die Kammer zu verweisen.

##### Kammer
Haben weder ein Einzelrichter noch ein Ausschuss über die Beschwerde entschieden, werden Zulässigkeit und Begründetheit gemäß Art. 29 Abs. 1 von einer siebenköpfigen Kammer des EGMR beurteilt.

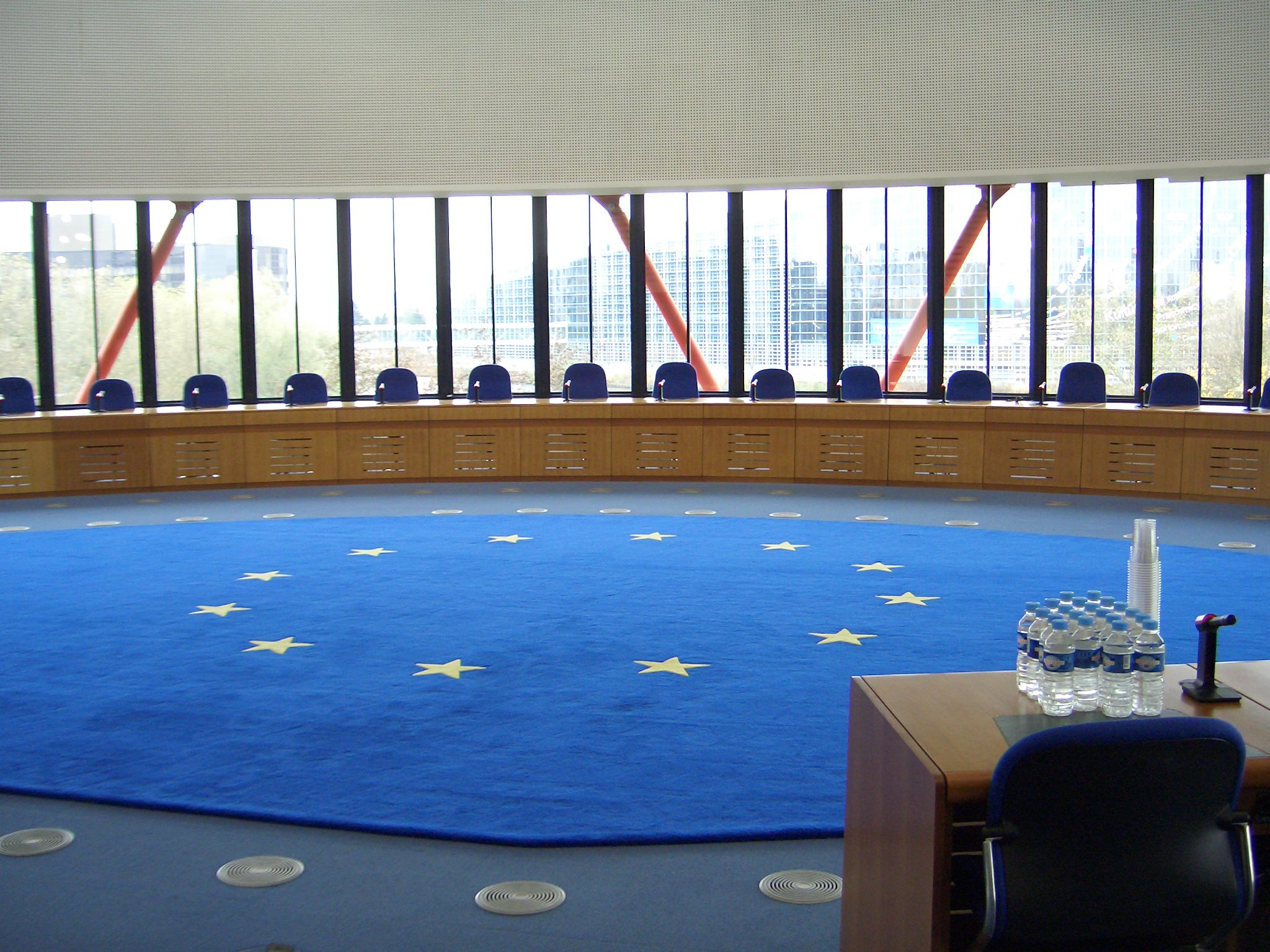
Der Kleine Gerichtssaal des EGMR – vormalig Sitzungssaal der Kommission

Die Kammer kann die Beschwerde zum einen ohne weitere Untersuchung als unzulässig abweisen bzw. aus dem Register streichen. Alternativ kann sie die Parteien dazu auffordern, weitere Unterlagen, die aus ihrer Sicht für die Beurteilung der Zulässigkeit von Relevanz sind, einzureichen und schriftliche Stellungnahmen abzugeben. Dies bezieht sich auch auf den betroffenen Mitgliedsstaat (Art. 54 VerfO). Die Entscheidung über die Zulässigkeit kann gesondert ergehen oder mit der über die Begründetheit verbunden werden (Art. 29 EMRK, Abs. 1, Art. 54A VerfO).
Wurde die Beschwerde für zulässig erklärt, kann die Kammer die beteiligten Parteien auffordern, weitere Beweise vorzulegen und Stellungnahmen einzureichen (Art. 59 Abs. 1 VerfO). In der Regel erfolgt die Entscheidung auf Grundlage der Schriftsätze, eine mündliche Verhandlung ist der Ausnahmefall und wird nur anberaumt, wenn die Kammer dies zur Erfüllung ihrer Aufgaben im Sinne der Konvention für erforderlich hält (Art. 59 Abs. 3 VerfO). Mündliche Verhandlungen sind grundsätzlich öffentlich, sofern sich die Kammer nicht entschließt, die Öffentlichkeit auszuschließen (Art. 40 EMRK, Art. 63 Abs. 1 VerfO). Sie werden in Englisch oder Französisch, den Amtssprachen des Gerichtshofs, abgehalten. Ihre Leitung obliegt nach Art. 64 Abs. 1 VerfO dem Kammerpräsidenten, jedem beteiligten Richter steht gemäß Art. 64 Abs. 2 VerfO ein Fragerecht zu.
Auch vor der Zulässigkeitsentscheidung kann eine mündliche Verhandlung durchgeführt werden. Im Rahmen dieser sollen sich die Parteien auch zur Begründetheit äußern (Art. 54 Abs. 3 VerfO).

##### Große Kammer
Unter bestimmten Voraussetzungen kann die Große Kammer des EGMR im Individualbeschwerdeverfahren mit einer Beschwerde befasst werden. Zum einen eröffnet Art. 30 der Kammer die Möglichkeit, schon bevor sie ein Urteil fällt, die Sache an die Große Kammer abzugeben. Hierfür ist erforderlich, dass entweder die Rechtssache eine schwerwiegende Frage der Auslegung der Konvention oder der Protokolle aufwirft oder die Entscheidung einer ihr vorliegenden Frage zu einer Abweichung von einem früheren Urteil des Gerichtshofs führen kann. In beiden Fällen darf zudem keine Partei widersprechen.
Zum anderen können die Parteien gemäß Art. 43 Abs. 1 EMRK innerhalb von drei Monaten nach einem Urteil der Kammer die Verweisung an die Große Kammer beantragen. Ein fünfköpfiger Ausschuss entscheidet über den Antrag. Er gibt ihm statt, wenn die Rechtssache eine schwerwiegende Frage der Auslegung oder Anwendung der EMRK oder der dazugehörigen Protokolle oder eine schwerwiegende Frage von allgemeiner Bedeutung aufwirft (Art. 43 Abs. 2). Die Große Kammer entscheidet dann durch Urteil (Art. 43 Abs. 3).

#### Pilotverfahren
Seit 2004 hat der Gerichtshof, im Rahmen der Individualbeschwerde, eine Entscheidungsvariante entwickelt, die 2011 in den Verfahrensregeln (Regel 61) ausdrücklich kodifiziert worden ist.
Damit wird die Möglichkeit geschaffen, ausgehend von einer Individualbeschwerde, auf systematische bzw. strukturelle Dysfunktionen im betreffenden Staat einzugehen, welche zu einer Vielzahl ähnlicher Beschwerden geführt haben oder führen könnten. Zuletzt wurde dieses Verfahren in einem Fall angewandt, in dem der italienische Staat dazu verpflichtet wurde, innerhalb eines Jahres Maßnahmen zur Beseitigung der menschenrechtswidrigen Überfüllung seiner Gefängnisse zu ergreifen. Auch gegen Deutschland ist bereits eine derartige Entscheidung ergangen: Rumpf ./. Deutschland, Urteil vom 2. September 2010, Nr. 46344/06 (überlange Verfahrensdauer).

#### Vorläufige Maßnahmen
Der Gerichtshof kann nach Art. 39 seiner Verfahrensordnung entscheiden, dass ein Staat bestimmte vorübergehende Maßnahmen (englisch: interim measures) ergreifen sollte, während der Gerichtshof den Fall weiter prüft. Es handelt sich dabei um Eilmaßnahmen, die nur zur Anwendung kommen, wenn die unmittelbare Gefahr eines nicht wiedergutzumachenden Schadens droht. So kann der EGMR auf dieser Basis einen Staat aufrufen, von einer Abschiebung Abstand zu nehmen, wenn dadurch die Gefahr einer gravierenden Verletzung der Konvention, beispielsweise vom Folterverbot in Art. 3 EMRK, einhergehen würde.

### Staatenbeschwerde
Artikel 33 der EMRK gewährt einem Konventionsstaat das Recht, den Gerichtshof mit der Behauptung anzurufen, ein anderer Konventionsstaat verletze die in der Konvention oder ihren Protokollen garantierten Rechte. Die genauen Anforderungen an die Beschwerde ergeben sich aus Art. 46 VerfO. Das Verfahren weicht in einigen Punkten von dem der Individualbeschwerde ab. Der Mitgliedsstaat, gegen den sich die Beschwerde richtet, ist nach ihrer Erhebung unverzüglich von ihr in Kenntnis zu setzen (Art. 51 Abs. 1 VerfO). Es ist weder die Zuständigkeit eines Einzelrichters noch eines Ausschusses gegeben, sondern ausschließlich die Kammer wird mit der Beschwerde befasst (Art. 33 MRK). Eine mündliche Verhandlung hat bereits dann stattzufinden, wenn eine der Parteien sie beantragt (Art. 51 Abs. 5 und 58 Abs. 2 VerfO).
Die Staatenbeschwerde spielt in der Rechtswirklichkeit des EGMR nur eine untergeordnete Rolle. Sie ist lediglich in einigen Fällen von grundsätzlicher Bedeutung und enormer politischer Tragweite sowie bei Menschenrechtsverletzungen großen Umfangs eingereicht worden. Beispiele hierfür sind Urteile, die sich auf den Nordirlandkonflikt
und den Zypernkonflikt beziehen.
Seit 2007 hatte sich die Große Kammer des Gerichtshofs mit zwei Beschwerden von Georgien gegen Russland befasst und am 21. Januar 2021 entschieden, die Konvention finde auf Ereignisse in einem internationalen bewaffneten Konflikt, die sich während der aktiven Phase von Feindseligkeiten zutragen, keine Anwendung.
Nach dem russischen Überfall auf die Ukraine hat der EGMR am 1. März 2022 jedoch auf Antrag der Ukraine vorläufige Maßnahmen („interim measures“) nach Art. 39 seiner Verfahrensordnung ergriffen und die russische Regierung aufgefordert, militärische Angriffe auf Zivilisten und zivile Objekte wie Schulen und Krankenhäuser sowie medizinisches Hilfspersonal zu unterlassen.

### Gutachtenverfahren
Von noch geringerer praktischer Bedeutung ist das Gutachtenverfahren nach Art. 47. Danach kann der EGMR auf Antrag des Ministerkomitees Gutachten über Rechtsfragen erstatten, welche die Auslegung der EMRK betreffen. Allerdings schränkt Art. 47 Abs. 2 den Anwendungsbereich der Vorschrift erheblich ein: Ausgeschlossen sind sämtliche Fragen, die sich auf den Inhalt oder das Ausmaß der Konventionsrechte im ersten Abschnitt oder in den Protokollen beziehen oder über die der Gerichtshof oder das Ministerkomitee auf Grund eines nach der Konvention eingeleiteten Verfahrens zu entscheiden haben könnte. Daher hat der EGMR bisher nur zwei Gutachten erstattet: Das erste zur Frage, ob die Parlamentarische Versammlung eine Liste für die Richterwahl, die keine weiblichen Kandidaten benennt, zurückweisen darf,
das zweite dazu, ob es unzulässig ist, eine der Parlamentarischen Versammlung vorgelegte Kandidatenliste nach Ablauf der gesetzten Frist zurückzunehmen. Dagegen hat er es abgelehnt, ein Gutachten zur Frage zu erstellen, ob die Menschenrechtskommission der GUS-Staaten eine „andere internationale Untersuchungs- oder Vergleichsinstanz“ im Sinne von Art. 35 Abs. 2b ist, da er über diese Frage im Zusammenhang mit einer Individual- oder Staatenbeschwerde zu entscheiden haben könnte und sie deshalb dem Ausschlussgrund des Art. 47 Abs. 2 unterfällt.

## Bindungswirkung der Urteile des EGMR
Art. 46 der Europäischen Menschenrechtskonvention lautet: „Die Hohen Vertragsparteien verpflichten sich, in allen Rechtssachen, in denen sie Partei sind, das endgültige Urteil des Gerichtshofs zu befolgen.“
Sämtliche Unterzeichnerstaaten haben sich demgemäß der Rechtsprechung des EGMR unterworfen. Der Gerichtshof kann jedoch mangels Exekutivbefugnissen nur Restitutionen in Form von Entschädigungszahlungen gegen den handelnden Staat verhängen (Art. 41). Obwohl die Entscheidungen des Gerichtshofs auf völkerrechtlicher Ebene verbindlich sind, variiert ihre Bindungswirkung innerhalb der Rechtsordnungen der einzelnen Konventionsstaaten, da die Stellung der Menschenrechtskonvention von Staat zu Staat unterschiedlich ist.

## Verfahrensstatistik
(Quelle:)

### Anhängige Verfahren
Der EGMR ist Opfer seines eigenen Erfolges. Anfang 2010 waren 100.000 Verfahren bei ihm anhängig, d. h. eingeleitet, aber noch nicht entschieden. Gingen 1981 gerade einmal 400 Beschwerden jährlich ein, hat sich diese Zahl im Jahr 2007 auf jährlich rund 40.000 Beschwerden verhundertfacht. Dementsprechend hoch ist teilweise auch die Verfahrensdauer. So lagen im Jahr 2007 über 2.000 Verfahren länger als fünf Jahre beim EGMR. Freilich führen nicht alle Verfahren auch zu einem Urteil des Gerichtshofs. Die Mehrheit der Beschwerden ist unzulässig. So stehen im Jahr 2007 1500 Entscheidungen (Judgments) 27.100 Beschwerden gegenüber, die für unzulässig erklärt oder aus dem Verfahrensregister gestrichen wurden.
| Staat       | Verfahren (ca.) | Anteil (ca.) | Verurteilungen | Bevölkerung | Urteile je Mio. |
| ----------- | --------------- | ------------ | -------------- | ----------- | --------------- |
| Russland    | 20.300          | 26 %         | 175            | 142 Mio.    | 1,2             |
| Türkei      | 9150            | 12 %         | 319            | 70,6 Mio.   | 4,5             |
| Rumänien    | 8300            | 10 %         | 88             | 21,6 Mio.   | 4,1             |
| Ukraine     | 5800            | 7 %          | 108            | 46,3 Mio.   | 2,3             |
| Polen       | 3100            | 4 %          | 101            | 38,5 Mio.   | 2,6             |
| Tschechien  | 3000            | 4 %          | 9              | 10,3 Mio.   | 0,9             |
| Italien     | 2900            | 4 %          | 58             | 59,1 Mio.   | 1,0             |
| Slowenien   | 2700            | 3 %          | 14             | 2,0 Mio.    | 7,0             |
| Deutschland | 2500            | 3 %          | 7              | 82,4 Mio.   | 0,1             |
| Frankreich  | 2350            | 3 %          | 39             | 64,5 Mio.   | 0,6             |
| Österreich  | 570             | 0,7 %        | 20             | 8,3 Mio.    | 0,6             |
| Schweiz     | 460             | 0,6 %        | 6              | 7,5 Mio.    | 0,8             |
| Rest        | 18.270          | 22,7 %       | 405            | —           | —               |

### Verurteilungsstatistik
Der Anstieg der Fallzahlen beim EGMR ist neben der Reform des Gerichtshofs und dem dadurch erleichterten Zugang auch auf die Neuaufnahme ost- und südosteuropäischer Länder in den 90er Jahren zurückzuführen. Die Verurteilungen der jeweiligen Staaten zeigen deutlich, dass Hauptprobleme vor allem im Bereich des Justizwesens liegen. Verletzungen der Grundsätze des beschleunigten Verfahrens, des fairen Verfahrens, des Anspruchs auf ein effektives Rechtsmittel, aber auch der Freiheit und Sicherheit (Freiheitsentziehungen) nehmen die übergroße Zahl der Verurteilungen ein. Bei den Verfahrensverzögerungen hebt sich Italien deutlich von anderen Staaten ab. Besondere Probleme bestehen auch in der Türkei, die bei Verurteilungen auch in der folgenden Tabelle nicht genannter Artikel meist sehr weit oben rangiert. Die meisten Verurteilungen betreffen damit vor allem ost- und südeuropäische Länder, was sich auch an der Entwicklung der Fallzahlen im Jahr 2007 zeigt. Länder mit einer Verfassungsgerichtsbarkeit, die einen effektiven Grundrechtsschutz gewährt, wie beispielsweise Deutschland, haben trotz einer relativ hohen Quote anhängiger Verfahren nur geringe Verurteilungszahlen. Im Jahr 2017 stand Russland an der Spitze der Rangliste der Verurteilungen.
| Übersicht über Verurteilungen in den Jahren 1959 bis 2011 (ausgewählte Schwerpunkte) |                            |                                                |                                                          |                                  |                          |                                |                                 |                            |                                   |                                    |
| #                                                                                    | Staat                      | Verurteilungen gesamt (mindestens ein Verstoß) | Verbot unmenschlicher/erniedrigender Behandlung (Art. 3) | Freiheit und Sicherheit (Art. 5) | Faires Verfahren Art. 6) | Schleuniges Verfahren (Art. 6) | Privat-/ Familienleben (Art. 8) | Meinungsfreiheit (Art. 10) | Effektives Rechtsmittel (Art. 13) | Schutz des Eigentums (ZP 1 Art. 1) |
| 1                                                                                    | Türkei                     | 2.747                                          | 243                                                      | 554                              | 729                      | 493                            | 83                              | 207                        | 237                               | 611                                |
| 2                                                                                    | Italien                    | 2.166                                          | 16                                                       | 29                               | 245                      | 1.155                          | 133                             | 4                          | 76                                | 310                                |
| 3                                                                                    | Russland (seit 1997)       | 1.212                                          | 357                                                      | 422                              | 570                      | 154                            | 94                              | 23                         | 291                               | 456                                |
| 4                                                                                    | Polen (seit 1992)          | 945                                            | 19                                                       | 267                              | 92                       | 412                            | 91                              | 17                         | 20                                | 21                                 |
| 5                                                                                    | Rumänien (seit 1996)       | 859                                            | 68                                                       | 64                               | 343                      | 88                             | 45                              | 15                         | 17                                | 441                                |
| 6                                                                                    | Frankreich                 | 848                                            | 19                                                       | 47                               | 251                      | 281                            | 29                              | 25                         | 32                                | 29                                 |
| 7                                                                                    | Ukraine (seit 1996)        | 822                                            | 70                                                       | 134                              | 432                      | 259                            | 25                              | 9                          | 145                               | 301                                |
| 8                                                                                    | Griechenland               | 686                                            | 28                                                       | 32                               | 120                      | 403                            | 8                               | 9                          | 132                               | 66                                 |
| 9                                                                                    | Vereinigtes Königreich     | 462                                            | 15                                                       | 60                               | 90                       | 26                             | 64                              | 11                         | 32                                | 2                                  |
| 10                                                                                   | Bulgarien (seit 1992)      | 437                                            | 41                                                       | 229                              | 49                       | 162                            | 35                              | 7                          | 125                               | 60                                 |
| 11                                                                                   | Österreich                 | 299                                            | 4                                                        | 10                               | 83                       | 86                             | 14                              | 32                         | 11                                | 4                                  |
|                                                                                      |                            |                                                |                                                          |                                  |                          |                                |                                 |                            |                                   |                                    |
| 16                                                                                   | Deutschland                | 234                                            | 3                                                        | 23                               | 16                       | 102                            | 18                              | 4                          | 23                                | 2                                  |
|                                                                                      |                            |                                                |                                                          |                                  |                          |                                |                                 |                            |                                   |                                    |
| 23                                                                                   | Schweiz                    | 113                                            | –                                                        | 13                               | 24                       | 6                              | 16                              | 11                         | 1                                 | –                                  |
| –                                                                                    | Total über alle Mitglieder | 14.854*                                        | 1.007                                                    | 2.205                            | 3.672                    | 4.810                          | 853                             | 479                        | 1.559                             | 2.569                              |

* Fälle mit mehreren Verstößen wurden nur einmal gezählt.
2009 stehen 61.300 neuen Beschwerden 1.499 Verurteilungen gegenüber.

## Die Beziehungen Russlands zum EGMR
1998 verpflichtete sich Russland mit der Ratifizierung der EMRK, die Urteile des EGMR zu befolgen. Bis Ende 2014 wurden 1600 Klagen russischer Bürger vom EMRK angenommen, 1503 wurden davon zugunsten der Kläger entschieden. Wladimir Putin unterzeichnete im Dezember 2015 ein Gesetz, dem zufolge das russische Verfassungsgericht Urteile des EGMR kippen kann, wenn es diese für verfassungswidrig befindet. Anfang Juni 2022 verabschiedete die russische Duma ein Gesetz, das dem EGMR die Zuständigkeit für Russland aberkannte. Zur Begründung erklärte der Duma-Vorsitzende Wjatscheslaw Wolodin, dass der Europäische Gerichtshof für Menschenrechte „zu einem Instrument des politischen Kampfes gegen unser Land in den Händen westlicher Politiker geworden“ sei.

## Kritik
Neben der Kritik an einzelnen Entscheidungen ist vor allem eine Strukturkritik am EGMR zu beobachten. So wird dem Gericht ein Mikromanagement der Gesellschaften in den Mitgliedsstaaten, insbesondere in gesellschaftlich und politisch kontroversen Fragen (wie Sterbehilfe, Leihmutterschaft, Gentechnik, Abtreibung oder Pränataldiagnostik) vorgeworfen, wobei die kulturellen Besonderheiten in den einzelnen Gesellschaften übersehen würden.
Als ursächlich für diese überschießende Aktivität wird der Anspruch des EGMR gesehen, den Inhalt der EMRK „dynamisch“ mit verbindlicher Wirkung für die nationalen Gesetzgeber weiterzuentwickeln. Nach herkömmlicher Auffassung wacht die Legislative darüber, dass die Dynamisierung des Rechts nicht auf Kosten des Gesetzgebers geht. Da dem EGMR jedoch im Unterschied zum nationalen Höchstgericht kein Gesetzgeber als Gegengewicht gegenübersteht, fehle dieses Korrektiv. Die Situation lässt sich mit der eines Verfassungsgerichts bei der Auslegung etwa eines Grundrechtskatalogs in einer Verfassungsurkunde vergleichen, da auch hier „korrigierende“ Akte des Gesetzgebers in der Regel der Form eines verfassungsändernden Gesetzes bedürfen. Die Hürden für verfassungsändernde Gesetze sind jedoch normalerweise niedriger als die für eine Änderung der EMRK.
Der Schweizer Ständerat fasste diese Kritik in eine Erklärung, die er nach dem Urteil des EGMR zugunsten der Klimaseniorinnen vom 9. April 2024 abgab. Er stellt darin «besorgt» fest, dass der Gerichtshof mit dem Urteil die Grenzen der zulässigen Rechtsfortentwicklung durch ein internationales Gericht überstrapaziere und sich durch diese Art der Vertragsauslegung dem Vorwurf eines unzulässigen und unangemessenen gerichtlichen Aktivismus aussetze. Und er ruft den EGMR auf, den in der Konvention verankerten Grundsatz der Subsidiarität zu respektieren, dem Wortlaut der Konvention wieder erhöhte Beachtung zu schenken und die staatliche Souveränität sowie die demokratischen Prozesse der Vertragsstaaten zu achten.
Im Zuge des Austritts des Vereinigten Königreichs aus der Europäischen Union (Brexit) äußerten auch britische Politiker wiederholt Kritik am EGMR, der ihrer Ansicht nach die EMRK verzerrt interpretiere. Von einem „Missbrauch“ der Konvention durch die Straßburger Richter sprachen etwa Innenministerin Priti Patel und Außenminister Dominic Raab. Um den „Fehlinterpretationen“ der Menschenrechtskonvention durch den EGMR zu entkommen, könne es sogar nötig werden, aus der Konvention insgesamt auszutreten, argumentierte Kronanwalt Martin Howe im Kontext der Brexit-Verhandlungen Anfang 2020.

## Architektur des Gerichtsgebäudes
Das Gebäude des EGMR wurde vom britischen Architekten Richard Rogers entworfen und nach dreijähriger Bauzeit im Jahr 1995 fertiggestellt. Es kostete 455 Millionen Franc (rund 69,4 Millionen Euro).
Aus der Luft betrachtet, hat das Gebäude die Form einer Waage, wobei die runden Sitzungssäle die Waagschalen darstellen. Diese Struktur setzt sich auch in der Stahlkonstruktion im Gebäude fort. Hier „schweben“ die Sitzungssäle wie zwei Waagschalen gleichsam über dem Boden. Gleichzeitig erinnert das Bauwerk durch seine Lage am Fluss und die hohen Aufbauten zwischen den beiden Sälen auch an ein Schiff. Durch die Verwendung einer Stahlkonstruktion und großer Glasflächen sollte es nach Auffassung des Architekten eine besondere Offenheit ausdrücken und sich damit vom typischen monumentalen Eindruck alter Gerichtsgebäude abheben. Dieses Anliegen kommt auch in anderen Details des Bauwerks zum Ausdruck. So hatte Rogers im großen Eingangsbereich zwischen den Verhandlungssälen freistehende Tische vorgesehen, an denen die Beschwerdeführer persönlich ihre Beschwerde einreichen konnten. Heute stehen dafür Kabinen aus Glas zur Verfügung.
Die frühere Struktur des Gerichtshofs, mit einer Aufgabenverteilung zwischen Kommission und Gericht, findet sich auch im Aufbau des Gebäudes wieder. Es verfügt über zwei getrennte, parallele Flügel (zusammen rund 420 Büros), einen Beratungsraum für das Gericht und zwei Verhandlungssäle. Der kleinere Saal (520 m²), früher Saal der Kommission, wird heute vom Gerichtshof für Verhandlungen genutzt. Er verfügt über 41 Plätze für Besucher und 30 Plätze für die Parteien. Der große Saal (860 m²) hat hingegen Platz für 260 Besucher und 33 Plätze für die Parteien. In einem langen Oval angeordnet sind 49 Richterplätze. Beide Säle verfügen über entsprechende Kommunikationstechnik und abgetrennte Dolmetscherkabinen.